# Szpaku
Szpaku, właściwie Mateusz Szpakowski (ur. 6 stycznia 1994 w  Morągu) – polski raper i autor tekstów. Muzyk należał do wytwórni B.O.R. Records, a z końcem 2019 roku zaczął działać nad swoją własną, którą nazwał GUGU. Współpracował m.in. z takimi wykonawcami jak raperzy Paluch, Young Igi, Białas, Guzior, Włodi, Shellerni, Pro8l3m, Słoń, Bezczel, Kaz Bałagane, Kizo, Chivas, Jan-Rapowanie, Bedoes, Taco Hemingway, Tymek, Kalush Orchestra, Young Multi czy Sokół; brał także udział w projekcie Chillwagon.

## Życiorys
Zainteresował się rapem za sprawą płyty Słonia pt. Chore melodie. W 2015 roku wydał swój debiutancki utwór „ZACHCIANKI”. Po pewnym czasie muzyk dołączył do wytwórni Alcomindz. Na przełomie 2016/2017 roku na kanale Alcomindz ukazał się mixtape pt. Młody Simba. W sierpniu dołączył do wytwórni B.O.R. Records.
5 marca 2018 roku ukazała się promująca rapera płyta EP pt. BORuto, którą raper wykonał z producentem 2K. Materiał ten był dostępny tylko na oficjalnym sklepie BOR Records w limitowanej liczbie 3 000 sztuk i został wyprzedany w ciągu niecałej 1 godziny.
19 października 2018 roku odbyła się premiera pierwszej płyty LP pt. Atypowy. Album w pierwszym tygodniu od swojej premiery sprzedał się w liczbie 16 000 egzemplarzy, co dało mu status złotej płyty. Atypowy znalazł się na 2. miejscu listy OLIS. Po około dwóch miesiącach od premiery uzyskała status platynowej, a po kolejnych sześciu podwójnie platynowej.
28 lutego 2020 roku raper wydał płytę pod tytułem Dzieci duchy, która miesiąc po premierze sprzedała się w nakładzie 15 000 sztuk zdobywając złotą płytę. W maju raper wziął udział w akcji #hot16challenge2 promującej zbiórkę funduszy na rzecz personelu medycznego. Jego występ spotkał się z krytyką ze względu na udział w nagraniu ekipy, która nie przestrzegała zaleceń wprowadzonych w związku z trwającą pandemią COVID-19. Mimo to jego zwrotka cieszyła się ogromną popularnością, uzyskując jako singel certyfikat diamentowej płyty. Warto dodać, że Mateusz przekazał ją na licytacje charytatywną, która wsparła Filipa z jego rodzimego miasta Morąg.
W czerwcu 2020 roku Szpaku dołączył do projektu Chillwagon oraz zapowiedział nowy album pt. Różowa pantera, prezentując singel pod tym samym tytułem. Płyta ukazała się w styczniu 2021 roku, a w marcu uzyskała platynowy certyfikat.
28 lutego 2022 roku po dłuższej przerwie morąski raper wydał pierwszy singiel promujący nową płytę Dom dla zmyślonych przyjaciół pana Mateusza (DDZPPM) pod tytułem „Mateusz”.
24 grudnia 2022 roku rozwiązano duet Jan-Szpakowanie, który mazurski raper tworzył z innym raperem, Janem-rapowanie.
27 lipca 2023 roku miała miejsce premiera szóstego albumu rapera pt. Uzumaki forma ostateczna. Za produkcję całości odpowiada w pełni Kubi Producent. Album nawiązuje muzycznie do ulubionych anime artysty, takich jak Chainsaw Man i Naruto. Motyw związany z UFO, który znany jest z przeszłości, pojawia się także na tej płycie. 6 stycznia 2024 roku podczas finałowego koncertu trasy Uzumaki Tour w Katowicach Szpaku ogłosił, że album Atypowy otrzymał wyróżnienie w postaci diamentowej płyty za sprzedaż ponad 150 000 tysięcy egzemplarzy albumu. Oprócz tego 6 stycznia 2024 wydał minialbum Cerber EP w którym utwór „Garfield” był przyczyną konfliktu z grupą White Widow.
25 stycznia 2024 roku, Young Multi wydał singiel wraz z gościnnym udziałem Szpaka pt.: „Młody Manson”, który jest zakończeniem wieloletniego konfliktu  między raperami. Raper ruszył także w mini-trasę koncertową „CERBER TOUR”, podczas której zagrał koncerty w Gdańsku, Poznaniu i Katowicach. Pomimo braku długogrającego wydawnictwa wydanego w 2024 roku, Szpaku otrzymał szereg nagród i wyróżnień - 6 kwietnia 2024 roku, otrzymał nagrodę publiczności w kategorii „Raper Roku” przyznawaną przez gazetę Popkiller, w plebiscycie przeprowadzonym przez portal TurtleHype wygrał wyróżnienie „Raper Roku” a single „Plaster” i „Red Bull Hot 64 Bars” zostały wyróżnione jako single roku w tym samym plebiscycie. Oprócz tego udzielił się gościnnie na płycie „Sen, którego nigdy nie miałem” Kubiego Producenta (w utworach „Pusty pokój, ale płyty diamentowe” wraz z zespołem Tulia oraz w utworze „METROPOLIA” z Young Multi ), płycie „Najlepszego Życia Dealer” Palucha (w utworze „DresKot”), płycie rapera Zeamsone „Wirtuoz”  (w utworze „nie chcę przestać się bawić”) na płycie Kizo i Bletki „PATOPOP (Vol.2)”  (w utworze „DOLCE VITA”) oraz na płycie „W ZWIĄZKU Z MUZYKĄ” Sobla (w utworze „PRZYMIARKI KSIĘCIA”).
19 października 2024 roku, Szpaku wydał wraz z Deemzem EP zatytułowaną „Mati EP”, na której gościnnie udzielili się: Oki (w utworze „Nemo”) oraz Gibbs i Kaz Bałagane (w utworze „Filmy”). Wraz z promocją wydawnictwa, raper zagrał jedyny koncert w Hali Urania w Olsztynie, 2 listopada, gdzie poinformował o nadchodzącej przerwie wydawniczej w karierze . 6 stycznia 2025 roku odbył się w MCK, w Katowicach jedyny solowy koncert Szpaka w tym roku  (aczkolwiek artysta poinformował, że w wakacje wystąpi na kilku festiwalach), na którym się bawiło 13 tysięcy osób . 28 lutego, w piątą rocznicę wydania płyty „Dzieci Duchy” poinformował na relacji, że pracuje z Kubim Producentem nad płytą zatytułowaną „Polska Muzyka”.

## Dyskografia

### Albumy studyjne
| Rok  | Album | Pozycja na liście | Sprzedaż        | Certyfikat                 |
| Rok  | Album | POL               | Sprzedaż        | Certyfikat                 |
| ---- | --- | ----------------- | --------------- | -------------------------- |
| 2018 | Atypowy - Data: 19 października 2018 - Wydawca: B.O.R. Records - Format: CD, digital download                       | 2                 | - POL: 150 000+ | - ZPAV: diamentowa płyta   |
| 2020 | Dzieci duchy (oraz Kubi Producent) - Data: 28 lutego 2020 - Wydawca: GUGU - Format: CD, digital download            | 2                 | - POL: 60 000+  | - ZPAV: 2× platynowa płyta |
| 2021 | Różowa pantera - Data: 22 stycznia 2021 - Wydawca: GUGU - Format: CD, digital download                              | 1                 | - POL: 90 000+  | - ZPAV: 3× platynowa płyta |
| 2022 | Dom dla zmyślonych przyjaciół pana Mateusza - Data: 7 kwietnia 2022 - Wydawca: GUGU - Format: CD, digital download  | 1                 | - POL: 60 000+  | - ZPAV: 2× platynowa płyta |
| 2023 | Uzumaki forma ostateczna (oraz Kubi Producent) - Data: 27 lipca 2023 - Wydawca: GUGU - Format: CD, digital download | 1                 | - POL: 60 000+  | - ZPAV: 2× platynowa płyta |

### Minialbumy
| Rok  | Album                                                                                            | Sprzedaż     |
| ---- | ------------------------------------------------------------------------------------------------ | ------------ |
| 2018 | BORuto - Data: 5 marca 2018 - Wydawca: B.O.R. Records - Format: CD, digital download             | - POL: 3 000 |
| 2024 | Cerber - Data: 6 stycznia 2024 - Wydawca: GUGU - Format: CD, digital download                    |              |
| 2024 | Mati EP (oraz Deemz) - Data: 19 października 2024 - Wydawca: GUGU - Format: CD, digital download |              |

### Mixtape’y
| Rok  | Album                                                                            |
| ---- | -------------------------------------------------------------------------------- |
| 2017 | Młody Simba - Data wydania: 2017 - Wydawca: Alcomindz - Format: digital download |

### Single
Jako główny artysta
| Rok  | Tytuł                                             | Certyfikat                 | Album                                       |
| ---- | ------------------------------------------------- | -------------------------- | ------------------------------------------- |
| 2018 | „Sami swoi” (oraz Kuban)                          |                            | Singel niealbumowy                          |
| 2018 | „UFO”                                             | - ZPAV: platynowa płyta    | Atypowy                                     |
| 2018 | „Mojo jojo”                                       |                            | Atypowy                                     |
| 2018 | „Szlam” (gośc. Paluch)                            | - ZPAV: złota płyta        | Atypowy                                     |
| 2018 | „Chciałem” (oraz Małach)                          |                            | Środowisko miejskie 2                       |
| 2019 | „Kochaj mnie” (oraz Kubi Producent)               | - ZPAV: platynowa płyta    | Dzieci duchy                                |
| 2020 | „Noc polarna” (oraz Kubi Producent)               | - ZPAV: złota płyta        | Dzieci duchy                                |
| 2020 | „Dzieci duchy” (oraz Kubi Producent)              | - ZPAV: złota płyta        | Dzieci duchy                                |
| 2020 | „Na osiedlu” (oraz Kubi Producent, gośc. Bedoes)  | - ZPAV: złota płyta        | Dzieci duchy                                |
| 2020 | „Freestyle” (oraz Kubi Producent)                 | - ZPAV: złota płyta        | Dzieci duchy                                |
| 2020 | „Overhype9000” (oraz Kubi Producent, gośc. Tymek) | - ZPAV: złota płyta        | Dzieci duchy                                |
| 2020 | „Pali się” (oraz Kubi Producent)                  | - ZPAV: platynowa płyta    | Dzieci duchy                                |
| 2020 | „#Hot16Challenge2”                                | - ZPAV: diamentowa płyta   | Różowa pantera                              |
| 2020 | „Kamizelka” (oraz Rolex)                          | - ZPAV: platynowa płyta    | Singel niealbumowy                          |
| 2020 | „Różowa pantera”                                  | - ZPAV: platynowa płyta    | Różowa pantera                              |
| 2020 | „Młody 2Pac”                                      | - ZPAV: platynowa płyta    | Różowa pantera                              |
| 2020 | „Hałas”                                           | - ZPAV: złota płyta        | Różowa pantera                              |
| 2020 | „Ośmiogwiazdkowy s*urwiel”                        | - ZPAV: platynowa płyta    | Różowa pantera                              |
| 2020 | „Zły” (gośc. Zdechły Osa)                         | - ZPAV: platynowa płyta    | Różowa pantera                              |
| 2020 | „Bal”                                             |                            | Różowa pantera                              |
| 2021 | „Potwór” (gośc. Chivas)                           | - ZPAV: platynowa płyta    | Różowa pantera                              |
| 2021 | „GG Easy”                                         |                            | Singel niealbumowy                          |
| 2022 | „Mateusz”                                         | - ZPAV: platynowa płyta    | Dom dla zmyślonych przyjaciół pana Mateusza |
| 2022 | „Afryka”                                          | - ZPAV: złota płyta        | Dom dla zmyślonych przyjaciół pana Mateusza |
| 2022 | „Jeździec bez głowy”                              | - ZPAV: złota płyta        | Dom dla zmyślonych przyjaciół pana Mateusza |
| 2022 | „Człowiek motyl”                                  | - ZPAV: złota płyta        | Dom dla zmyślonych przyjaciół pana Mateusza |
| 2022 | „Golem”                                           | - ZPAV: złota płyta        | Singel niealbumowy                          |
| 2022 | „J$”                                              | - ZPAV: złota płyta        | Singel niealbumowy                          |
| 2022 | „Więź” (oraz Vae Vistic)                          | - ZPAV: 2× platynowa płyta | Singel niealbumowy                          |
| 2023 | „Uzumaki forma ostateczna” (oraz Kubi Producent)  | - ZPAV: platynowa płyta    | Uzumaki forma ostateczna                    |
| 2023 | „Kraina lodu” (oraz Kubi Producent)               | - ZPAV: platynowa płyta    | Uzumaki forma ostateczna                    |
| 2023 | „Crazy Frog” (oraz Kubi Producent; gośc. Waima)   | - ZPAV: 2× platynowa płyta | Uzumaki forma ostateczna                    |
| 2024 | „Red Bull 64 Bars”                                |                            | Singel niealbumowy                          |
| 2025 | „Fioletowy rok” (gośc. Vae Vistic)                |                            |                                             |

Jako artysta gościnny
| Rok  | Tytuł                                                                     | Certyfikat                              | Album                           |
| ---- | ------------------------------------------------------------------------- | --------------------------------------- | ------------------------------- |
| 2017 | „Niech to usłyszą” (Jan-Rapowanie, Nocny; gośc. Szpaku)                   | - ZPAV: platynowa płyta                 | Nocna zmjana                    |
| 2017 | „Kontrola jakości” (Paluch; gośc. Szpaku)                                 | - ZPAV: 4× platynowa płyta              | Złota Owca                      |
| 2017 | „Salon” (Kizo; gośc. Szpaku)                                              |                                         | Ortalion                        |
| 2017 | „Miasto grzechu” (Kacper HTA; gośc. Szpaku)                               |                                         | Incognito                       |
| 2018 | „To nie koniec” (Kobik; gośc. Szpaku)                                     |                                         | Nemezis                         |
| 2018 | „#facepalm” (Penx; gośc. Szpaku, Kvmaty)                                  |                                         | Michał LP                       |
| 2018 | „Schumacher” (Bezczel; gośc. Szpaku)                                      |                                         | 8 bila                          |
| 2018 | „Z wami” (Kaz Bałagane; gośc. Szpaku, Kizo)                               | - ZPAV: złota płyta - ZPAV: złota płyta | Chleb i miód                    |
| 2018 | „Yeeah Yeeah” (Bajorson; gośc. Szpaku)                                    |                                         | Kryminogenny                    |
| 2018 | „Ninja” (Guzior; gośc. Szpaku)                                            | - ZPAV: 2× platynowa płyta              | Evil_Things                     |
| 2018 | „Jakoś idzie” (DJ Decks; gośc. Szpaku, Sheller)                           | - ZPAV: złota płyta                     | Mixtape Vol. 6                  |
| 2018 | „Ból” (Deemz; gośc. Białas, Szpaku)                                       | - ZPAV: 2× platynowa płyta              | Sauce                           |
| 2018 | „Dobry chłopak” (Sarius; gośc. Szpaku)                                    | - ZPAV: złota płyta                     | Wszystko co złe                 |
| 2018 | „Giń za mnie” (Young Igi; gośc. Szpaku)                                   | - ZPAV: złota płyta                     | Konfetti                        |
| 2018 | „Sicario” (Słoń; gośc. Szpaku)                                            |                                         | Mutylator                       |
| 2018 | „Odpięte wrotki” (Deys; gośc. Szpaku)                                     |                                         | Oczka                           |
| 2018 | „Znałem typa” (Kaz Bałagane; gośc. Szpaku)                                |                                         | Książę nieporządek              |
| 2019 | „Nad ranem” (Małolat, Auer; gośc. Szpaku, Młody SMF)                      |                                         | Transfer                        |
| 2019 | „Bor Crew” (Kobik; gośc. Joda, Paluch, Szpaku)                            | - ZPAV: platynowa płyta                 | Opus Dei                        |
| 2019 | „Ijo ijo” (Lipa; gośc. Szpaku)                                            | - ZPAV: platynowa płyta                 | Mgła                            |
| 2019 | „Kochać bloki” (Oki; gośc. Szpaku)                                        |                                         | 47playground                    |
| 2020 | „Sępy” (Białas; gośc. Szpaku)                                             | - ZPAV: platynowa płyta                 | H8M5                            |
| 2020 | „Najlepsi pod słońcem” (Chivas; gośc. Szpaku)                             | - ZPAV: platynowa płyta                 | Nauczyłem się przeklinać        |
| 2020 | „Tsunami” (Kizo; gośc. Szpaku)                                            | - ZPAV: platynowa płyta                 | Posejdon                        |
| 2020 | „Tequila” (Smolasty; gośc. Szpaku)                                        | - ZPAV: złota płyta                     | Ghetto Playboy                  |
| 2020 | „Czasem” (Eis; gośc. Szpaku)                                              |                                         | Gdzie jest Eis? (reedycja 2021) |
| 2021 | „Niepokój” (Karwan; gośc. Tuzza, Szpaku)                                  |                                         | Wschód końca                    |
| 2021 | „Borderline” (Rip Scotty, Lee.O; gośc. Szpaku)                            | - ZPAV: złota płyta                     | Borderline                      |
| 2021 | „Bunt” (Kizo, Jongmen, Bonus RPK; gośc. Szpaku)                           |                                         | Heavyweight                     |
| 2021 | „Moët” (esceh; gośc. Szpaku)                                              | - ZPAV: platynowa płyta                 | Dzieciak, było po mnie          |
| 2021 | „Zapomnij o mnie” (Sarius; gośc. Szpaku)                                  |                                         | Antihype 2                      |
| 2021 | „Suma wszystkich strachów” (Favst, Gibbs; gośc. Szpaku, Kiełas)           |                                         | Hample                          |
| 2021 | „Hellcat Redeye” (Chivas; gośc. White 2115, Szpaku)                       | - ZPAV: złota płyta                     | Nauczyłem się przeklinać        |
| 2021 | „Bomby” (Dziarma; gośc. Szpaku)                                           |                                         | Dziarma                         |
| 2022 | „Jadę nocą na Mazurach 2” (Kinny Zimmer; gośc. Szpaku)                    | - ZPAV: platynowa płyta                 | Letnisko                        |
| 2022 | „Nie zmieniam wizji” (Kacper HTA; gośc. Szpaku)                           |                                         | Ostatni list z tonącego pokładu |
| 2022 | „Nasze domy” (Kalush Orchestra; gośc. Szpaku)                             | - ZPAV: złota płyta                     | Singel niealbumowy              |
| 2022 | „GUGU x 2115” (Bedoes, White, Kuqe; gośc. Szpaku, Chivas)                 | - ZPAV: złota płyta                     | Rodzinny biznes                 |
| 2023 | „Jak nie wrócę po północy” (Kuban; gośc. Szpaku)                          | - ZPAV: platynowa płyta                 | Spokój.                         |
| 2023 | „Moonrock” (Kaz Bałagane; Szpaku)                                         | - ZPAV: platynowa płyta                 | B&B Warsaw                      |
| 2023 | „Więcej życia” (Kubi Producent; gośc. Bedoes, Szpaku)                     | - ZPAV: złota płyta                     | Sen, którego nigdy nie miałem   |
| 2023 | „Czarna perła” (SB Maffija; gośc. Szpaku, 27.Fuckdemons, Chivas)          | - ZPAV: 2× platynowa płyta              | Hotel Maffija 3                 |
| 2023 | „Wioska ukryta we mgle” (SB Maffija; gośc. Szpaku, Sokół)                 | - ZPAV: złota płyta                     | Hotel Maffija 3                 |
| 2023 | „Kochałem to co wulgarne” (Vae Vistic; gośc. Szpaku)                      |                                         | Omirya                          |
| 2024 | „Młody Manson" (Young Multi; gośc. Szpaku)                                | - ZPAV: 3× platynowa płyta              |                                 |
| 2024 | „Pusty pokój, ale płyty diamentowe” (Kubi Producent; gośc. Szpaku, Tulia) | - ZPAV: złota płyta                     | Sen, którego nigdy nie miałem   |
| 2024 | „Nie chcę przestać się bawić” (Zeamsone; gośc. Szpaku)                    | - ZPAV: złota płyta                     | Wirtuoz                         |
| 2024 | „Piniata” (Fukaj; gośc. Szpaku)                                           |                                         |                                 |
| 2024 | „Nad miastem” (Dobry Dzieciak; gośc. Szpaku)                              |                                         | Diament                         |
| 2024 | „DresKot” (Paluch; gośc. Szpaku)                                          |                                         | Najlepszego życia diler         |
| 2024 | „Dolce vita” (Kizo, Bletka; gośc. Szpaku)                                 | - ZPAV: 2× platynowa płyta              | Patopop (Vol. 2)                |
| 2025 | „Antydepresanty” (Karwan; gośc. Szpaku)                                   |                                         |                                 |
| 2025 | „W dresach” (Jan-Rapowanie; gośc. Szpaku)                                 |                                         | Groteska                        |
| 2025 | „Brokeboy” (Białas; gośc. Szpaku, Tomb)                                   |                                         |                                 |

### Inne certyfikowane utwory
| Rok  | Tytuł                                                       | Certyfikat                 | Album                                       |
| ---- | ----------------------------------------------------------- | -------------------------- | ------------------------------------------- |
| 2018 | „Alicja”                                                    | - ZPAV: złota płyta        | Atypowy                                     |
| 2018 | „Hinata”                                                    | - ZPAV: 2× platynowa płyta | Atypowy                                     |
| 2018 | „Ja Yeti”                                                   | - ZPAV: platynowa płyta    | Atypowy                                     |
| 2018 | „Lavender Town” (gośc. Białas)                              | - ZPAV: złota płyta        | Atypowy                                     |
| 2018 | „Nieważne”                                                  | - ZPAV: złota płyta        | Atypowy                                     |
| 2018 | „Oddajemy krew wampirom” (gośc. Włodi)                      | - ZPAV: platynowa płyta    | Atypowy                                     |
| 2018 | „W krainie czarów”                                          | - ZPAV: platynowa płyta    | Atypowy                                     |
| 2018 | „Zombie”                                                    | - ZPAV: złota płyta        | Atypowy                                     |
| 2019 | „Wybory” (Jan-Rapowanie, Nocny; gośc. Szpaku, Guzior)       | - ZPAV: 3× platynowa płyta | Plansze                                     |
| 2019 | „Artysta z blizną” (Kizo; gośc. Szpaku, Jano PW)            | - ZPAV: platynowa płyta    | Pegaz                                       |
| 2020 | „Smutne miasteczko” (Białas; gośc. Szpaku)                  | - ZPAV: złota płyta        | H8                                          |
| 2020 | „94’” (Tymek; gośc. Kizo, Szpaku)                           | - ZPAV: złota płyta        | Fit                                         |
| 2020 | „Stare graffiti”(oraz Kubi Producent, gośc. Sarius, Paluch) | - ZPAV: złota płyta        | Dzieci duchy                                |
| 2020 | „Ćmy” (oraz Kubi Producent)                                 | - ZPAV: złota płyta        | Dzieci duchy                                |
| 2020 | „Sowa” (Guzior; gośc. Szpaku)                               | - ZPAV: złota płyta        | Pleśń                                       |
| 2021 | „Nawiedzony dom” (Bedoes, Lanek; gośc. Szpaku)              | - ZPAV: złota płyta        | Rewolucja romantyczna                       |
| 2021 | „NPC”                                                       | - ZPAV: złota płyta        | Różowa pantera                              |
| 2021 | „Wino” (gośc. Dziarma)                                      | - ZPAV: platynowa płyta    | Różowa pantera                              |
| 2021 | „GeForce” (PRO8L3M; gośc. Szpaku, Kaz Bałagane)             | - ZPAV: platynowa płyta    | Fight Club                                  |
| 2022 | „Alf”                                                       | - ZPAV: złota płyta        | Dom dla zmyślonych przyjaciół pana Mateusza |
| 2022 | „Dom”                                                       | - ZPAV: platynowa płyta    | Dom dla zmyślonych przyjaciół pana Mateusza |
| 2022 | „Krokodyl Dundee”                                           | - ZPAV: platynowa płyta    | Dom dla zmyślonych przyjaciół pana Mateusza |
| 2022 | „Mr. Mime”                                                  | - ZPAV: platynowa płyta    | Dom dla zmyślonych przyjaciół pana Mateusza |
| 2022 | „Ötzi”                                                      | - ZPAV: złota płyta        | Dom dla zmyślonych przyjaciół pana Mateusza |
| 2022 | „R.I.P. Krawczyk”                                           | - ZPAV: złota płyta        | Dom dla zmyślonych przyjaciół pana Mateusza |
| 2023 | „Byłem młody” (oraz Kubi Producent; gośc. Jan-Rapowanie)    | - ZPAV: złota płyta        | Uzumaki forma ostateczna                    |
| 2023 | „Chainsaw Man” (oraz Kubi Producent)                        | - ZPAV: złota płyta        | Uzumaki forma ostateczna                    |
| 2023 | „Mały Rui” (oraz Kubi Producent; gośc. Rolex)               | - ZPAV: złota płyta        | Uzumaki forma ostateczna                    |
| 2023 | „Na zawsze” (oraz Kubi Producent; gośc. Chivas)             | - ZPAV: platynowa płyta    | Uzumaki forma ostateczna                    |
| 2023 | „Nietoperze” (oraz Kubi Producent)                          | - ZPAV: platynowa płyta    | Uzumaki forma ostateczna                    |
| 2023 | „Totoro” (oraz Kubi Producent)                              | - ZPAV: platynowa płyta    | Uzumaki forma ostateczna                    |
| 2024 | „Anioł Stróż”                                               | - ZPAV: złota płyta        | Cerber                                      |
| 2024 | „Garfield”                                                  | - ZPAV: złota płyta        | Cerber                                      |
| 2024 | „Plaster”                                                   | - ZPAV: diamentowa płyta   | Cerber                                      |
| 2024 | „1000 kobiet” (oraz Deemz)                                  | - ZPAV: złota płyta        | Mati EP                                     |
| 2024 | „Filmy” (oraz Deemz; gośc. Gibbs, Kaz Bałagane)             | - ZPAV: złota płyta        | Mati EP                                     |
| 2024 | „Mati” (oraz Deemz)                                         | - ZPAV: złota płyta        | Mati EP                                     |
| 2024 | „Nemo” (oraz Deemz; gośc. Oki)                              | - ZPAV: złota płyta        | Mati EP                                     |

### Teledyski
| Rok  | Tytuł                                                                     | Reżyseria / realizacja          | Źródło  |
| ---- | ------------------------------------------------------------------------- | ------------------------------- | ------- |
| 2017 | „Niech to usłyszą” (Jan-Rapowanie, Nocny; gośc. Szpaku)                   | Pan Filmowiec                   | [ 132 ] |
| 2017 | „Kontrola jakości” (Paluch; gośc. Szpaku)                                 | Pan Filmowiec                   | [ 133 ] |
| 2017 | „Salon” (Kizo; gośc. Szpaku)                                              | Recidivist Films                | [ 134 ] |
| 2018 | „To nie koniec” (Kobik; gośc. Szpaku)                                     | Punkt Widzenia Studio           | [ 71 ]  |
| 2018 | „#facepalm” (Penx; gośc. Szpaku, Kvmaty)                                  | Pan Filmowiec                   | [ 135 ] |
| 2018 | „Nowe skoki” (Frosti Rege; gośc.)                                         | Tomasens                        | [ 136 ] |
| 2018 | „Schumacher” (Bezczel; gośc. Szpaku)                                      |                                 | [ 73 ]  |
| 2018 | „Yeeah Yeeah” (Bajorson; gośc. Szpaku)                                    | Pan Filmowiec                   | [ 137 ] |
| 2018 | „Ninja” (Guzior; gośc. Szpaku)                                            | HDSCVM                          | [ 138 ] |
| 2018 | „Jakoś idzie” (DJ Decks; gośc. Szpaku, Sheller)                           | Pan Filmowiec                   | [ 139 ] |
| 2018 | „Ból” (Deemz; gośc. Białas, Szpaku)                                       | Haubenstock Films               | [ 78 ]  |
| 2018 | „Dobry chłopak” (Sarius; gośc. Szpaku)                                    | Adrian Kawa                     | [ 140 ] |
| 2018 | „Sicario” (Słoń; gośc. Szpaku)                                            |                                 | [ 81 ]  |
| 2018 | „UFO”                                                                     | Pan Filmowiec                   | [ 141 ] |
| 2018 | „Mojo jojo”                                                               | Pan Filmowiec                   | [ 32 ]  |
| 2018 | „Szlam” (gośc. Paluch)                                                    | Pan Filmowiec                   | [ 142 ] |
| 2018 | „Chciałem” (oraz Małach)                                                  | ŚMVideo                         | [ 143 ] |
| 2018 | „Znałem typa” (Kaz Bałagane; gośc. Szpaku)                                |                                 | [ 83 ]  |
| 2018 | „Ja Yeti”                                                                 | Pan Filmowiec                   | [ 144 ] |
| 2019 | „Wybory” (Jan-Rapowanie, Nocny; gośc. Szpaku, Guzior)                     | HDSCVM                          | [ 145 ] |
| 2019 | „Nad ranem” (Małolat, Auer; gośc. Szpaku, Młody SMF)                      | WOW Pictures                    | [ 146 ] |
| 2019 | „Bor Crew” (Kobik; gośc. Joda, Paluch, Szpaku)                            | Punkt Widzenia Studio           | [ 85 ]  |
| 2019 | „Artysta z blizną” (Kizo; gośc. Szpaku, Jano PW)                          | Pan Filmowiec                   | [ 147 ] |
| 2019 | „Ijo ijo” (Lipa; gośc. Szpaku)                                            | 9LiterFilmy                     | [ 148 ] |
| 2019 | „Kochać bloki” (Oki; gośc. Szpaku)                                        | Kooza                           | [ 149 ] |
| 2019 | „Kochaj mnie” (oraz Kubi Producent)                                       | Przemek Dzienis                 | [ 150 ] |
| 2020 | „Noc polarna” (oraz Kubi Producent)                                       | HDSCVM                          | [ 151 ] |
| 2020 | „Dzieci duchy” (oraz Kubi Producent)                                      | HDSCVM                          | [ 152 ] |
| 2020 | „Na osiedlu” (oraz Kubi Producent, gośc. Bedoes)                          | Kooza                           | [ 153 ] |
| 2020 | „Freestyle” (oraz Kubi Producent)                                         | Pan Filmowiec                   | [ 154 ] |
| 2020 | „Overhype9000” (oraz Kubi Producent, gośc. Tymek)                         | Kamil Stanek                    | [ 155 ] |
| 2020 | „Pali się” (oraz Kubi Producent)                                          | Pan Filmowiec                   | [ 156 ] |
| 2020 | „Ćmy” (oraz Kubi Producent)                                               | Kiziewicz & Radovan Lee         | [ 157 ] |
| 2020 | „#Hot16Challenge2”                                                        | Pan Kwarantannowiec             | [ 158 ] |
| 2020 | „Kamizelka” (oraz Rolex)                                                  | Pan Filmowiec                   | [ 159 ] |
| 2020 | „Sępy” (Białas; gośc. Szpaku)                                             | moher.                          | [ 160 ] |
| 2020 | „Różowa pantera”                                                          | Pan Filmowiec                   | [ 161 ] |
| 2020 | „Najlepsi pod słońcem” (Chivas; gośc. Szpaku)                             | Marcin Mrowiński                | [ 162 ] |
| 2020 | „Młody 2Pac”                                                              | Kooza                           | [ 163 ] |
| 2020 | „Tsunami” (Kizo; gośc. Szpaku)                                            | Moher, Art Visual Perspective   | [ 164 ] |
| 2020 | „Tequila” (Smolasty; gośc. Szpaku)                                        | Diego Zayara                    | [ 165 ] |
| 2021 | „Potwór” (gośc. Chivas)                                                   | HDSCVM                          | [ 166 ] |
| 2021 | „NPC”                                                                     | Pan Filmowiec                   | [ 167 ] |
| 2021 | „Borderline” (Rip Scotty, Lee.O; gośc. Szpaku)                            | Adrian Obręczarek               | [ 168 ] |
| 2021 | „Bunt” (Kizo, Jongmen, Bonus RPK; gośc. Szpaku)                           |                                 | [ 169 ] |
| 2021 | „Moët” (esceh; gośc. Szpaku)                                              | Pan Filmowiec, Przemula, Wilkus | [ 96 ]  |
| 2021 | „GeForce” (PRO8L3M; gośc. Szpaku, Kaz Bałagane)                           | Michał Niedopytalski / Muzzle   | [ 170 ] |
| 2021 | „Zapomnij o mnie” (Sarius; gośc. Szpaku)                                  | Adrian Kawa                     | [ 171 ] |
| 2021 | „Suma wszystkich strachów” (Favst, Gibbs; gośc. Szpaku, Kiełas)           | Pan Filmowiec                   | [ 172 ] |
| 2021 | „Hellcat Redeye” (Chivas; gośc. White 2115, Szpaku)                       | Powidok                         | [ 99 ]  |
| 2021 | „Bomby” (Dziarma; gośc. Szpaku)                                           | Kuba Sway                       | [ 100 ] |
| 2022 | „Mateusz”                                                                 | Pan Filmowiec                   | [ 54 ]  |
| 2022 | „Afryka”                                                                  | Jakub Lipiński                  | [ 173 ] |
| 2022 | „Jeździec bez głowy”                                                      | Nathaniel Czarnecki             | [ 174 ] |
| 2022 | „Człowiek motyl”                                                          | Rafał Wiśniewski                | [ 175 ] |
| 2022 | „Jadę nocą na Mazurach 2” (Kinny Zimmer; gośc. Szpaku)                    | Kinny Zimmer                    | [ 101 ] |
| 2022 | „Golem”                                                                   | Pan Filmowiec                   | [ 176 ] |
| 2022 | „J$”                                                                      | Pan Filmowiec                   | [ 60 ]  |
| 2022 | „Nie zmieniam wizji” (Kacper HTA; gośc. Szpaku)                           | 9Liter Filmy                    | [ 102 ] |
| 2022 | „Nasze domy” (Kalush Orchestra; gośc. Szpaku)                             | Andrii Lagutin                  | [ 177 ] |
| 2022 | „Więź” (oraz Vae Vistic)                                                  | Anna Biernacik                  | [ 178 ] |
| 2022 | „GUGU x 2115” (Bedoes, White, Kuqe; gośc. Szpaku, Chivas)                 | BPND, Pan Filmowiec             | [ 179 ] |
| 2023 | „Jak nie wrócę po północy” (Kuban; gośc. Szpaku)                          | Maciej Adamczak                 | [ 180 ] |
| 2023 | „Moonrock” (Kaz Bałagane; Szpaku)                                         | Borys Bernacki                  | [ 106 ] |
| 2023 | „Więcej życia” (Kubi Producent; gośc. Bedoes, Szpaku)                     | Ada Smyk                        | [ 181 ] |
| 2023 | „Uzumaki forma ostateczna” (oraz Kubi Producent)                          | Janek Dybus                     | [ 182 ] |
| 2023 | „Kraina lodu” (oraz Kubi Producent)                                       | Kuba Wójcik                     | [ 183 ] |
| 2023 | „Wioska ukryta we mgle” (SB Maffija; gośc. Szpaku, Sokół)                 | Kote Dolidze, Eugene Demchenko  | [ 184 ] |
| 2023 | „Crazy Frog” (oraz Kubi Producent; gośc. Waima)                           | Janek Dybus                     | [ 185 ] |
| 2023 | „Totoro” (oraz Kubi Producent)                                            | Jan Cisiecki / Widok Kolektyw   | [ 186 ] |
| 2023 | „Kochałem to co wulgarne” (Vae Vistic; gośc. Szpaku)                      | Borys Bernacki                  | [ 187 ] |
| 2024 | „Anioł Stróż”                                                             | Borys Bernacki                  | [ 188 ] |
| 2024 | „Garfield”                                                                | Borys Bernacki                  | [ 189 ] |
| 2024 | „Plaster”                                                                 | Borys Bernacki                  | [ 190 ] |
| 2024 | „Młody Manson" (Young Multi; gośc. Szpaku)                                | Kooza                           | [ 111 ] |
| 2024 | „Pusty pokój, ale płyty diamentowe” (Kubi Producent; gośc. Szpaku, Tulia) | Kooza                           | [ 191 ] |
| 2024 | „Nie chcę przestać się bawić” (Zeamsone; gośc. Szpaku)                    | Paweł Świdnicki                 | [ 192 ] |
| 2024 | „Red Bull 64 Bars”                                                        |                                 | [ 193 ] |
| 2024 | „Piniata” (Fukaj; gośc. Szpaku)                                           | Borys Bernacki                  | [ 194 ] |
| 2024 | „Nad miastem” (Dobry Dzieciak; gośc. Szpaku)                              | Rafał Cichewicz / DigitalDamage | [ 195 ] |
| 2024 | „DresKot” (Paluch; gośc. Szpaku)                                          | Kooza                           | [ 196 ] |
| 2024 | „1000 kobiet” (oraz Deemz)                                                | Kooza                           | [ 197 ] |
| 2024 | „Filmy” (oraz Deemz; gośc. Gibbs, Kaz Bałagane)                           | Kooza                           | [ 198 ] |
| 2024 | „Mati” (oraz Deemz)                                                       | Kooza                           | [ 199 ] |
| 2024 | „Nemo” (oraz Deemz; gośc. Oki)                                            | Kooza                           | [ 200 ] |
| 2024 | „Dolce vita” (Kizo, Bletka; gośc. Szpaku)                                 | Moher Video                     | [ 201 ] |
| 2025 | „Fioletowy rok” (gośc. Vae Vistic)                                        | Kooza                           | [ 202 ] |
| 2025 | „W dresach” (Jan-Rapowanie; gośc. Szpaku)                                 | Tala Dołgowska                  | [ 119 ] |
| 2025 | „Brokeboy” (Białas; gośc. Szpaku, Tomb)                                   | Pat Kustoms                     | [ 120 ] |